# In Beaver Valley
In Beaver Valley (Brasil: O Vale do Castor) é um curta-metragem documentário estadunidense de 1950, dirigido e escrito por James Algar, Lawrence Edward Watkin e Ted Sears. Venceu o Oscar de melhor curta-metragem em live-action: 2 bobinas na edição de 1951.

## Elenco
- Winston Hibler - Narrador